# Mockrehna
Mockrehna település Németországban, azon belül Szászország tartományban. Lakosainak száma 4994 fő (2023. december 31.). Mockrehna Lossatal, Thallwitz és Torgau községekkel határos.

## Népesség
A település népességének változása:
| Lakosok száma | 5041 | 5044 | 5005 | 5011 | 4994 |
|               | 2017 | 2019 | 2021 | 2022 | 2023 |